# Hjellestad
Hjellestad est un ancien village de Norvège, quartier de Bergen dans l'arrondissement de Ytrebygda.

## Géographie
Il est situé à environ 20 km du centre-ville de Bergen. À partir de Hjellestad, il existe un départ en ferry pour Bjelkarøy, Lerøy et Klokkarvik.

## Histoire
L'aéroport de Bergen y était installé de 1948 à 1951.